# 233
233 је била проста година.

## Догађаји
- Цар Александар Север слави тријумф у Риму како би обележио своју „победу” над Персијанцима претходне године (у стварности, Север Александар је напредовао ка Ктесифону 233. године, али како је потврдио Херодијан, његове војске су претрпеле понижавајући пораз од Ардашира I). Убрзо је позван на рајнску границу, где Алемани нападају данашњу Швабију. Германска племена уништавају римске утврђења и пљачкају сеоска подручја на Германском лимесу.

## Рођења
- Порфирије Тирски, римски неоплатонски филозоф.
- Чен Шоу, кинески историчар